# George Huntington

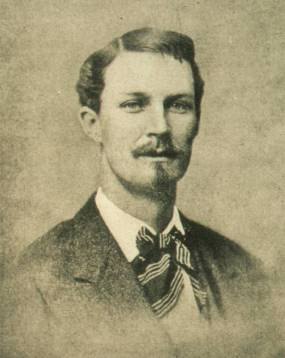
George Huntington

(Sir William Osler, 1908)
George Huntington (Long Island, 9 aprile 1850 – East Hampton, 3 marzo 1916) è stato un medico statunitense, scopritore dell'omonima malattia.

## Biografia
George Huntington nacque a Long Island il 9 aprile del 1850. La sua è una famiglia di illustri medici: suo nonno Abel fu primario di chirurgia al Long Island Hospital e senatore dello stato di New York, suo padre George Lee era un medico famoso in tutta la regione, e suo fratello maggiore Abel divenne direttore medico della New York Life Insurance Company. È pertanto facile immaginare il clima intellettuale all'interno del quale è cresciuto nella seconda metà del XIX secolo.

### Infanzia e formazione
George Huntington trascorse un'infanzia a stretto contatto con la natura, molto significativo infatti fu il rapporto con la campagna dell'East Hampton, con gli animali e con l'oceano, che fin da piccolo gli permisero di sviluppare un acuto spirito di osservazione. Da ragazzo frequentò la "Clinton Academy", la sua istruzione proseguì con gli studi classici grazie alle lezioni private del professor John Wallace. Fu proprio in questi anni che, accompagnando il padre nell'abituale giro di visite, vide per la prima volta su due donne (madre e figlia) gli effetti di quella "strana malattia" allora sconosciuta che segnò per sempre il resto della sua vita.
Da quel giorno si concentrò, oltre che sui suoi studi regolari, su diversi scritti di carattere medico ed ebbe accesso, come prima fonte di apprendimento, alle cartelle cliniche di suo padre e al diario di suo nonno. Dopo aver compiuto diciotto anni iniziò a studiare medicina con il padre, per poi iscriversi alla Columbia University di New York. Si laurea nel marzo del 1871 con una tesi sugli effetti dell'oppio.

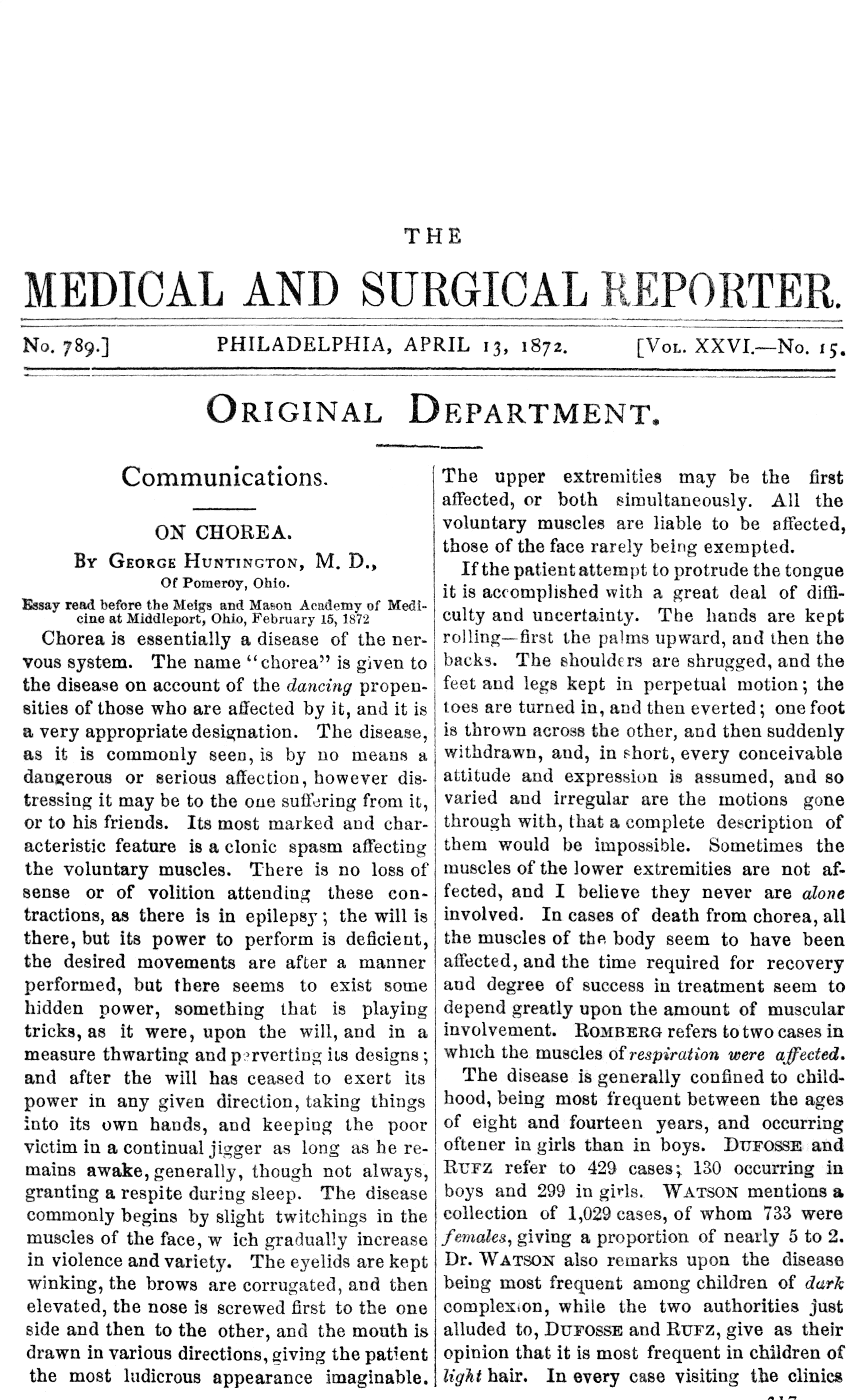
Immagine dell'articolo originale "On Chorea" pubblicato sul Medical and Surgical Reporter of Philadelphia

### Il successo dei suoi studi
Terminati gli studi iniziò ad esercitare la professione assistendo il padre. In quei mesi prese ad analizzare scrupolosamente caso per caso tutti gli effetti, i sintomi e l'evoluzione della corea ereditaria, annotando in maniera sistematica tutti i particolari. Dopo un anno di osservazioni scrisse un articolo intitolato "On Chorea", pubblicato il 13 aprile 1872 dalla rivista Medical and Surgical Reporter of Philadelphia. Huntington descrisse le caratteristiche di quella malattia degenerativa del sistema nervoso che chiamò "corea ereditaria", delineandone tre aspetti peculiari:
- 1. La natura ereditaria, che a differenza di altri disturbi genetici si manifesta (se trasmessa) in ogni generazione e non prevede portatori sani del disturbo tra una generazione e l'altra.

- 2. La tendenza alla follia e all'infermità mentale, che conduce spesso in casi estremi al desiderio suicida.

- 3. La manifestazione dei sintomi in età adulta. Huntington dimostrò infatti che i fattori ereditari della malattia diventano dominanti in un determinato periodo della vita del paziente, solitamente posteriore ai quarant'anni d'età.

L'articolo ebbe un successo incredibile. I maggiori medici della nazione e lo stesso William Osler si congratularono con il giovane ventiduenne newyorkese per l'ottimo lavoro svolto. Da quel giorno ogni medico fu in grado di riconoscere e diagnosticare la chorea ereditaria.

### La scelta della vita ritirata e i problemi di salute
La strada per il successo era ormai spianata e la possibilità di vivere e lavorare in una grande città sfruttando la scia della fama accumulata sembrava ormai cosa certa. Ma il Dottor Huntington non la pensava allo stesso modo. 
Nel 1874 sposò Mary Elizabeth Hackard, dalla quale ebbe cinque figli: Charles, Edwin, Catherine, Elizabeth ed Eleonore. Decise così di tornare nelle campagne dell'East Hampton per condurre una vita serena e ritirata esercitando la professione il più lontano possibile dal caos della città. I motivi della sua scelta furono molteplici, a partire dal suo intramontabile amore per la natura, la sua passione per la caccia, la voglia di crescere i suoi figli, ma soprattutto l'insorgere di alcuni problemi di salute tra i quali intensi attacchi d'asma che minavano fortemente la sua salute talvolta anche per più settimane.
Furono anni scanditi da numerosi periodi di difficoltà economica, causati principalmente dal fatto che gli abitanti del villaggio erano in gran parte poveri contadini, il compenso delle sue visite era estremamente basso e quasi tutti i pazienti pagavano con prodotti della terra o capi di bestiame. Riceveva i pazienti per 50 centesimi di dollaro, faceva visite a domicilio per 1 dollaro e assisteva le donne in travaglio per soli 5 dollari.
Nonostante questi problemi non smise mai di tenersi aggiornato sui progressi scientifici, leggeva tutte le riviste mediche di quell'epoca e i suoi metodi erano sempre all'avanguardia. 

Malattia di Huntington

### Gli ultimi anni
Con il trascorrere del tempo i problemi di salute si fecero sempre più gravi. Decise dunque di trasferirsi inizialmente ad Ashville, dove lavorò per due anni, e successivamente a Hopewell Junction nella contea di Dutchess (1903). Qui il suo stato di salute fortunatamente migliorò, ed insieme ad esso migliorò anche la sua situazione finanziaria. In questi anni entrò a far parte di numerose associazioni mediche, divenne il medico di riferimento del Matteawan General Hospital e nel 1908 la rivista scientifica Neurographs pubblicò un'edizione speciale in suo onore.
Grazie ai meriti e all'indiscussa fama acquisita negli anni, George Huntington continuò a praticare l'attività di medico fino all'età di sessantacinque anni, quando il secondogenito Edwin lo convinse a ritirarsi nella città di Cairo, New York per godersi in tranquillità gli ultimi anni di vita. Morì l'anno successivo, il 3 marzo 1916, in seguito ad un forte attacco di bronco-polmonite.

## Personalità
George Huntington era un uomo estremamente modesto: fino all'ultimo giorno della sua vita non smise mai di attribuire il merito delle sue scoperte al lavoro svolto dal padre e dal nonno prima di lui. Seppur in parte vero egli era indubbiamente un uomo dotato di grande intelletto, dalla fervida immaginazione e con uno spirito di osservazione fuori dal comune. Furono proprio queste caratteristiche, unite alla sistematicità con la quale conduceva i suoi studi, a garantirgli il successo in ambito medico. Era una persona molto determinata, che ha preferito la vita tranquilla e spensierata della campagna al successo che avrebbe riscosso in una grande città. 
Fu un padre premuroso, tollerante, assai affezionato ai suoi cinque figli, ai quali infuse la passione per la pittura, per la musica e per la lettura. Il suo amore per la natura non lo abbandonò mai.
Huntington, oltre che un medico, era anche un grande appassionato di pittura, di pesca e di caccia, suonava egregiamente il flauto e da giovane vinse una gara di modellismo contro un certo Sir Thomas Lipton avendo costruito una miniatura dello yacht Defender.